# Герасимов Анатолій
Анатолій Герасимов (англ. Anatoly (Anatole) Gerasimov; 1945 — 25 квітня 2013) — російський та американський джазовий саксофоніст, флейтист і композитор, один з найвідоміших у світі російських джазових музикантів.

## Життєпис
Музикант народився у Москві в 1945 році. Слідом за кларнетом, вивченим Герасимовим в музичній школі, він самостійно освоїв саксофон, і в 1960-х став помітною фігурою на московській джазовій сцені, граючи в біг-бендах Анатолія Кролла, Юрія Саульського, Едді Рознера і Бориса Ричкова. Популярність прийшла до нього після виступу на фестивалі «Джаз-68».
У 1973 році Герасимов емігрував до США, де почав грати з Романом Муссоліні, Тоні Скоттом, а невдовзі — в оркестрі Дюка Еллінгтона, з учасниками якого познайомився під час їхніх московських гастролей. У 1970-х Герасимов співпрацював з музикантами ансамблів Мерсера Еллінгтона, Теда Джонса, Мела Льюїса, Майлса Дейвіса, Джорджа Бенсона; грав з Четом Бейкером, Жако Пасторіусом, Джоном Скофілдом, Елвіном Джонсом та іншими видатними джазменами, багато гастролював, писав музику для кіно і телебачення.
До початку 1980-х Анатолій Герасимов став чи не першим з російських джазменів, які отримали визнання за кордоном. Він став зіркою джазової сцени Нью-Йорка і був включений в енциклопедію Jazz Legends.
У 1983 році Герасимов переїхав до Парижа. У Франції музикант почав співпрацювати з артистами, що грають у стилі фрі-джаз та етно-джаз. З 1995 року Анатолій Герасимов фактично повернувся на батьківщину, до Москви, а в 1997 Росія повернула йому громадянство. Тут він створив свій квартет Anatoly Gerasimov Band. У Москві Анатолій Герасимов регулярно виступав з концертами, виступав на фестивалях, співпрацював з групою «Аукцыон».
Герасимов був музикантом-універсалом, і з однаковою легкістю міг виконувати як традиційні стилі джазу (бібоп, модальний джаз), так і новітні (джаз-рок, етнічний джаз, фрі-джаз). Він залишався авторитетом для російських джазових артистів, які називали його великим музикантом і творцем. Люди, близько знайомі з Герасимовим відзначали легкість його характеру.
В останні роки Анатолій Герасимов часто і важко хворів. Його друзі та колеги регулярно влаштовували благодійні акції, на яких збирали кошти на його лікування. Анатолій Герасимов помер у ніч на 25 квітня 2013 у лікарні на 68-му році життя.